# Grand-Salle du Palais de la Cité
La Grand-Salle era uno dei luoghi più importanti del Palais de la Cité quando era sede dei reali francesi sotto i Capetingi e i primi Valois. Fu costruita da Filippo IV il Bello quando ricostruì il palazzo alla fine del suo regno. La sua costruzione fu uno degli assi principali della ricostruzione del palazzo.
Dotata di una forte dimensione simbolica per la presenza delle statue dei re e imponente per le sue straordinarie dimensioni per l'epoca, fu luogo delle solenni manifestazioni della monarchia e rimase luogo emblematico del potere molto tempo dopo che i re avevano lasciato l'Île de la Cité.
In seguito all'incendio del 1618 che la distrusse, si diede il via a una nuova costruzione, che divenne la Salle des Pas Perdus del Palazzo di Giustizia di Parigi.

## La costruzione della Grand-Salle
La costruzione della Grand-Salle risale alla fine del regno di Filippo IV il Bello e a quelli dei suoi figli. Conosciamo alcune fasi:
- Nel 1299, per avere una residenza omogenea, moderna e confortevole e per accogliere i servizi derivanti dallo sviluppo e dall'accentramento dell'amministrazione, il Palais de la Cité fu completamente ricostruito sotto il regno di Filippo IV il Bello (1285-1314). Fu in quest'anno che comparvero per la prima volta le menzioni di ingenti somme per i lavori del palazzo.
- Nel 1301, lavorarono pro operibus aule Parisiensis, "nella salle de Paris", vale a dire presso la Grand-Salle.
- Fu poi demolita l'antica Sala del Re o Aula Regis di Roberto II il Pio, che probabilmente era stata edificata sul pretorio romano. Si dovette iniziare da ovest la nuova costruzione, molto più grande: la superficie dell'antica Salle du Roi fu più che raddoppiata da quando il suo limite settentrionale era stato fissato sul muro di Filippo Augusto. Comprendeva quindi sia la Salle du Roi che la Chambre du Roi.
- Nel 1311 e nel 1312 furono redatte carte di esproprio delle case vicine indicando che alla fine del regno di Filippo IV, la Grand-Salle era rimasta incompiuta alla sua morte.

## Esterno della Grand-Salle
L'edificio della Grand-Salle aveva determinate caratteristiche architettoniche:
- La Grand-Salle era lunga 63 metri e larga 27 e delimitava il lato nord della Grande Corte del Palais de la Cité. Con oltre 1 730 m2, era una delle sale più grandi d'Europa.
- La sua organizzazione era in due navate parallele su due livelli delle quali rimane solo il livello inferiore, chiamato Salle des Gens d'Armes o Sala inferiore.
- Dal cortile si accedeva lateralmente alla Grand-Salle superiore tramite una scala posta a destra della sua prima campata orientale.
- In cima alla scalinata, un portale con timpano trilobato sotto un arco a sesto acuto munito di uncini, di cui rimangono alcune vestigia, era incorniciato da statue sotto un baldacchino. Quella di destra non è nota, quella di sinistra era una Madonna col Bambino.
- In cima alla scalinata, contigua al portale alla sua destra, c'era anche, sulla base di una torretta poligonale, la statua di Enguerrand de Marigny. Un'altra torre rotonda collegava i due livelli.
- La miniatura di Paul de Limbourg del Très riches heures du Duc de Berry mostra che i frontoni delle due navate erano rinforzati da un alto contrafforte mediano, con, su entrambi i lati, campate traforate dominate da un oculo.

## Interno della Grand-Salle

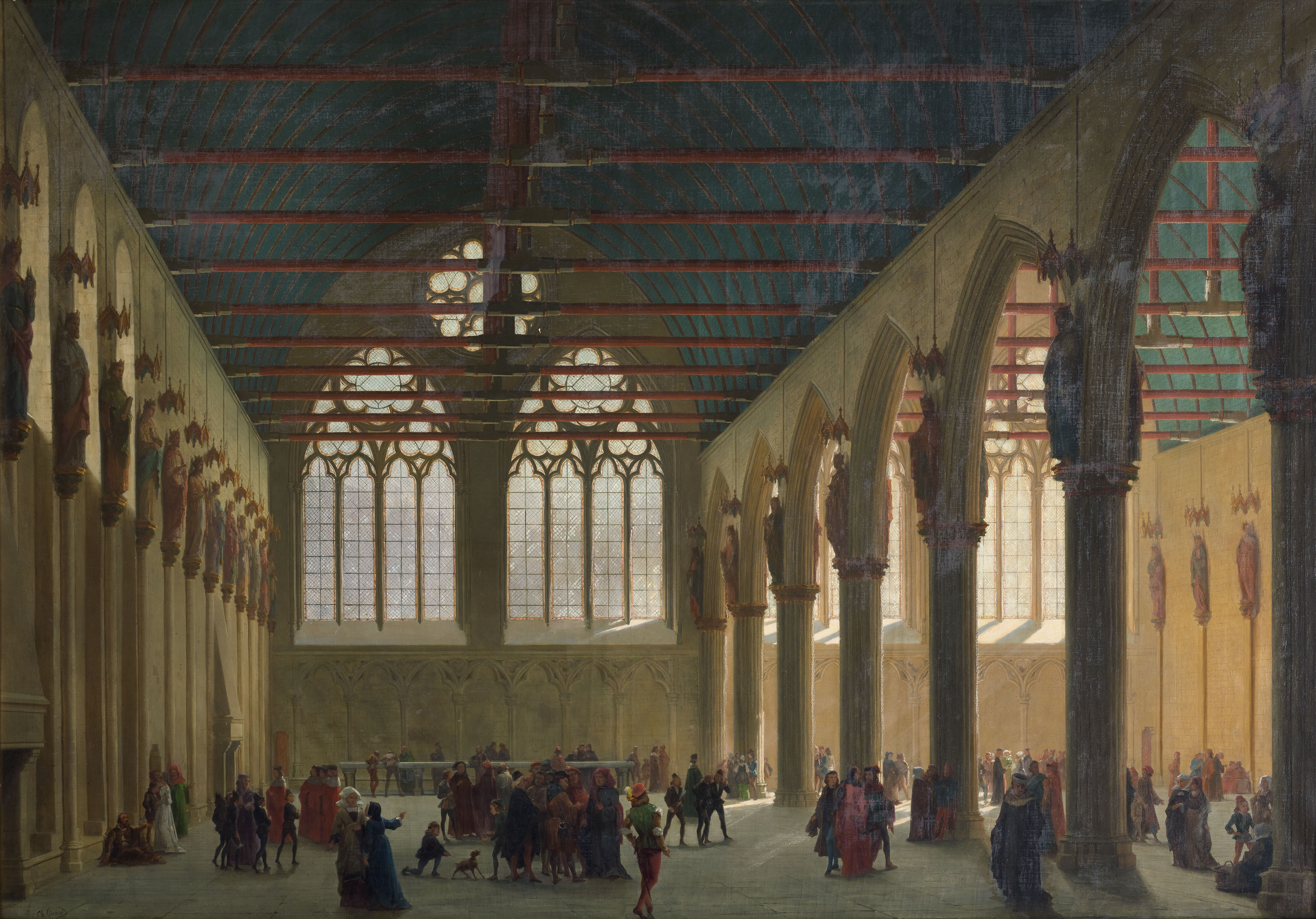
Rappresentazione del XIX secolo.

Sono stati ricostruiti gli elementi costitutivi dell'interno.
- Secondo il disegno di Jacques Androuet du Cerceau del 1576, la Grand-Salle superiore, coperta da due volte a vela lignee, era illuminata da lancette gemelle trilobate sormontate da un oculo quadrilobato, raggruppate a due a due in ciascuna campata.
- Le campate figurate, disposte in alto e relativamente piccole, erano quelle a nord aperte sopra le cucine e si può ipotizzare che a sud fossero più grandi.
- Separando le due navate, coperte da una cornice a pannelli, ciascuno degli otto pilastri era adornato, ad un'altezza di cinque metri, con una statua policroma di uno dei re di Francia, sculture realizzate sotto la direzione di Évrard d'Orléans. Queste statue, il cui realismo colpì i visitatori che ne lasciarono descrizioni, furono distrutte durante l'incendio del 1618.
- Sul lato ovest della Grand-Salle, sotto le finestre, rialzato di pochi gradini, era installato permanentemente per le feste o per servire per i pasti, un lungo tavolo di marmo nero, composto da nove lastre giustapposte che provenivano dalla Renania. Veniva usato durante ricevimenti solenni, proclami, farse[6] e misteri. Il re era seduto rivolto a est.
- La Grand-Salle era riscaldata da tre grandi camini.
- Il pubblico amava passeggiare per ammirare il paesaggio, vedere i suoi re, il grande cervo di bronzo e una pelle di serpente, forse di coccodrillo, che si dice fosse stata portata dalla prima crociata da Goffredo di Buglione.

## La Salle des Gens d'Armes

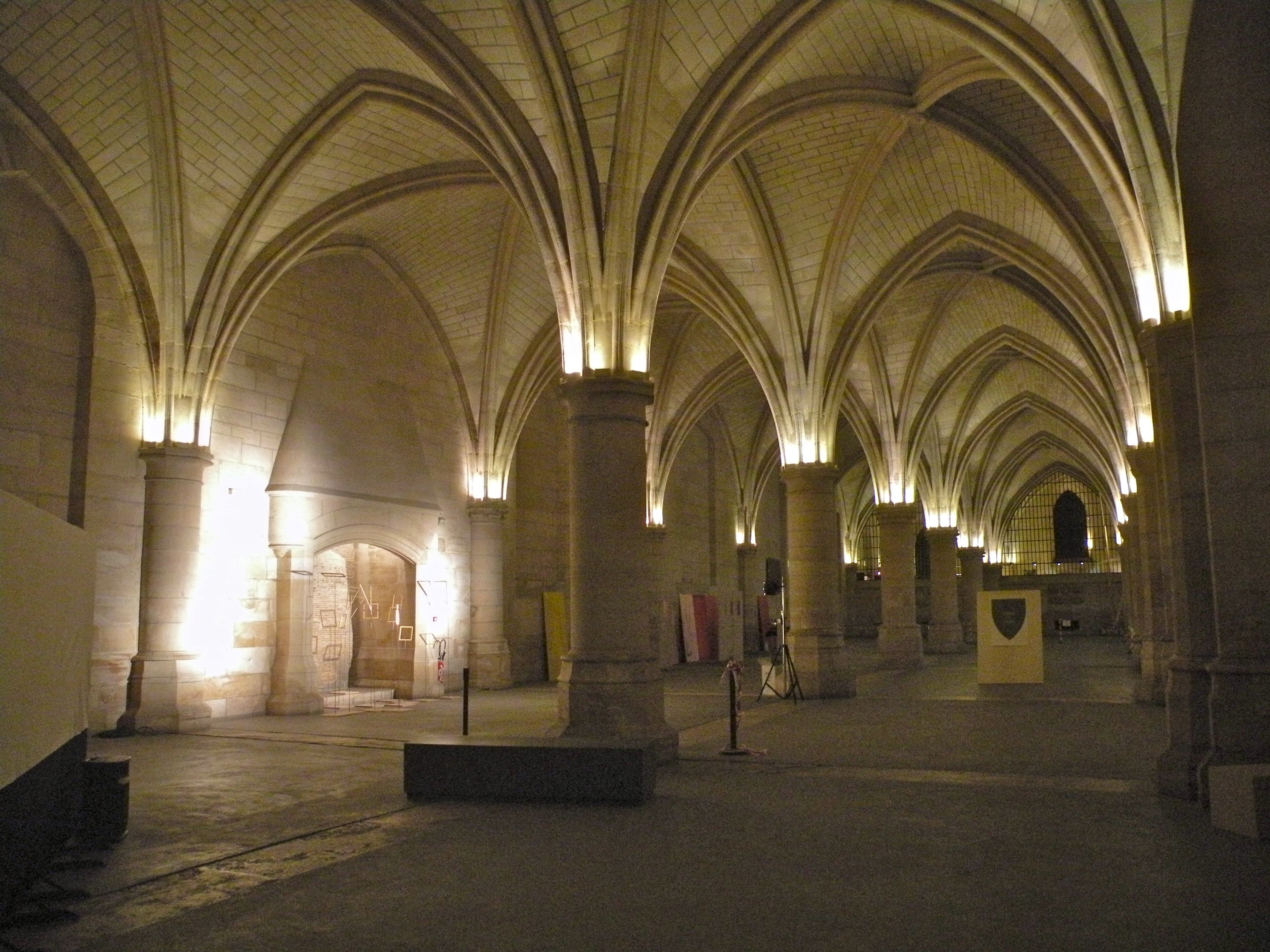
La Salle des Gens d'Armes nel 2013.

La Salle des Gens d'Armes è l'unica parte rimasta dell'edificio. Le sue caratteristiche sono note:
- Serviva da refettorio per il personale del palazzo, che contava quasi duemila persone.
- Era stata costruita in due campagne di costruzione.
- Per metà interrate, le nove campate delle quattro navate raggiungono 8,55 metri sotto la volta.
- Il suo asse mediano è segnato da potenti pilastri composti, mentre ai lati le navate sono separate da colonne.
- La stanza era illuminata dalla Grand Cour da due lancette rotte senza rete.
- Era in comunicazione con la Grand-Salle inferiore dove mangiava la gente "comune", con la cucina che veniva raggiunta da una scala a chiocciola costruita contemporaneamente (intorno al 1353).
- Al di fuori degli orari dei pasti, nella prima metà del XIV secolo, veniva utilizzata la Grand-Salle inferiore per le sessioni di giurisdizione degli investigatori generali riformatori del regno.

## Utilizzo della Grand-Salle
- Fino al 1360, la sala fungeva da luogo di riunione per la camera delle petizioni.[7].
- Luigi XI fece erigere la cappella di Saint-Nicolas nella Grand-Salle del Palais de la Cité, dove ogni mattina veniva celebrata la messa prima dell'apertura delle udienze e dove veniva officiata la messa rossa.[8]
- il 10 settembre 1528, secondo Martin du Bellay, nella Grand-Salle Francesco I, circondato dal re di Navarra, dal duca di Vendome, dal figlio maggiore del duca di Ferrara, dal duca di Albany, reggente di Scozia, dal duca di Longueville, gran ciambellano e da magistrati, cardinali e letterati, evocò i suoi predecessori, i re, per rifiutarsi di cedere alle richieste di Carlo V[7]. Il re fu posto sopra un "piedistallo" di quindici gradini, che era stato eretto davanti al tavolo di marmo, per ascoltare l'araldo dell'imperatore, e per rispondergli. La corporazione dei re "le cui effigi sono in grandezza naturale, in questa stanza, che al loro tempo compirono atti gloriosi, e accrebbero grandemente il loro regno" avrebbe considerato che Francesco I non è degno di essere il loro successore se accettasse questa richiesta dall'imperatore. È la lunga stirpe dei re di Francia che ha ordinato al re Valois di non arrendersi".
- L'11 gennaio 1540 quando Carlo V venne a far visita a Francesco I, entrò a Parigi accolto dal re nell'Île de la Cité; l'imperatore visitò la Grand-Salle, magnificamente adornata e poté ammirare i re scolpiti, commentati dal re di Francia, prima di una cena sulla tavola di marmo[9].

## Viste della Grand-Salle
Sono note due vedute della Grand-Salle del Parlamento di Parigi.
- La prima è quella del De artificiali perspectiva di Jean Pèlerin detto Viator, canonico di Toul, che è un trattato di prospettiva.
- La seconda è opera di Jacques Androuet du Cerceau, nei suoi Plus excellens bastimens de France (tra il 1576 e il 1579); è una bella incisione, incompiuta.

## Il ciclo dei re di Francia

### Scopo del ciclo dei re
Una delle principali vocazioni della Grand-Salle era quella di dimostrare l'anzianità dei reali francesi e sottolineare la continuità delle tre illustri dinastie reali francesi. Entrando in questa sala, il magistrato, l'impiegato, lo spettatore o il visitatore si trovavano di fronte alla dimostrazione dell'anzianità dei reali francesi: da Faramondo a Filippo IV il Bello, passando per Clodoveo I, il primo re cristiano, Carlo Magno e San Luigi, 42 statue di re accuratamente scelte formavano un'imponente catena che abbracciava 900 anni. Hervé Pinoteau, citando Marcel Le Glay, seppe paragonare la Grand-Salle seguendo le statue del foro di Augusto, dove si trovavano i re di Alba, Enea e Romolo, i grandi uomini della Repubblica romana per "stabilire una continuità impressionante e impeccabile tra questi eroi divinizzati e Augusto, trionfante e padre della Patria".
Secondo Noël Valois, Luigi XI avrebbe rappresentato la sua vita, inginocchiato ai piedi della Vergine e, nel 1554, Enrico II aveva chiesto al parlamento di Parigi come rappresentare Francesco I. Il fatto che Pipino il Breve sia rappresentato su un leone, che evoca un episodio della sua vita raccontato in due testi dopo la sua morte, permette di identificare questo re, rappresentato così anche nella Cattedrale di Reims.

### Scelta dei re rappresentati
Nella Grand-Salle, seguono i re Merovingi (i re dei Franchi di Neustria, secondo l'usanza dell'antica monarchia di ignorare i re d'Austrasia), i Carolingi (senza Carlo Martello, che nella basilica di Saint-Denis fu tuttavia assimilato a un re, senza né i fratelli Carlomanno II e Luigi III, né l'imperatore Carlo III il Grasso), i Capetingi (senza i re Eudes, Roberto e Raoul, ma con Filippo, primogenito di Luigi VI). Questi re, che non erano rappresentati, governarono in tempi di transizione dinastica: l'assenza di sei re non è né una svista, né il risultato di una mancanza di spazio. Per altri motivi prevalse il criterio di selezione; fu innanzitutto la continuità dinastica, per trasmissione ereditaria del titolo, ma anche la legittimità della nascita.
Successivamente furono aggiunte le statue di Luigi X, con suo figlio Giovanni I e i successivi re. Philibert Delorme intervenne come committente per la realizzazione di statue di Francesco I, Enrico II e Francesco II nella Grand-Salle. Maurice Roy ottenne il contratto firmato, il 14 gennaio 1556, tra Delorme e lo scultore Pierre Bontemps, per la realizzazione della statua di Francesco I. Enrico III, l'ultimo Valois, occupò l'ultimo posto libero, ed Enrico IV non fu mai rappresentato.
L'assenza di Teodorico I, Teodorico II, Dagoberto II (che erano re d'Austrasia), quella di Luigi III e la presenza di Filippo, figlio del primogenito di Luigi VI, alterarono di conseguenza la numerazione dei re.

### Le iscrizioni sotto le statue
Le iscrizioni ai piedi dei re davano la loro identità, il numero degli anni di regno e la loro parentela con il predecessore, facendo tutto il possibile per cancellare al meglio 751 e 987). Così, il primo re carolingio, Pipino il Breve, è indicato "della stirpe di re Clotario", per segnare la continuità tra la seconda dinastia e i Merovingi.
Le iscrizioni vennero pubblicate. Mancavano per Francesco I, Enrico II e Francesco II.

### Elenco dei re rappresentati

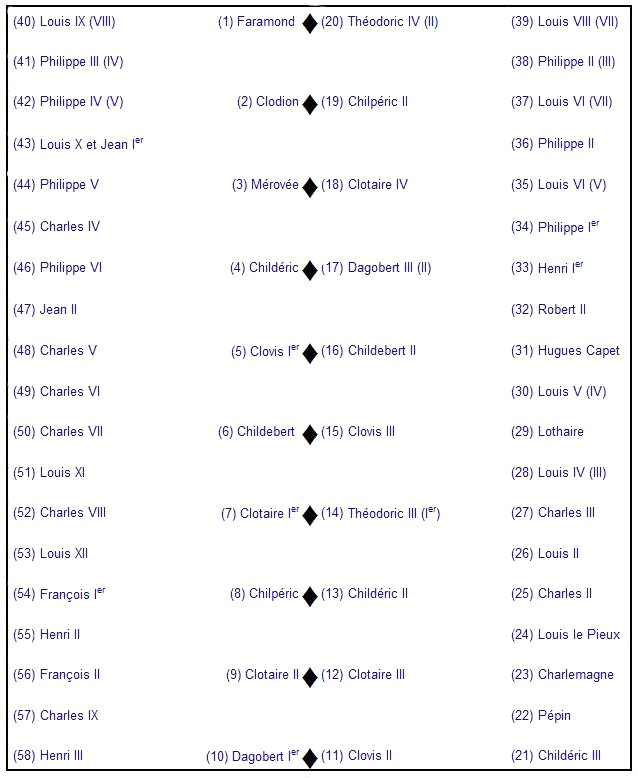
Proposta per la sistemazione delle statue dei re di Francia nella Grand-Salle del Palais de la Cité (tra parentesi i numeri dei re secondo le iscrizioni poste sotto le statue, numeri diversi da quelli infine adottati dagli storici), secondo Uwe Bennert.

Vennero proposte due possibilità per conservare le statue reali nella grande sala . Di seguito è riportato l'elenco dei re rappresentati nella Grand-Salle.
1. Faramondo
2. Clodione
3. Meroveo
4. Childerico I
5. Clodoveo I (481-511)
6. Childeberto I (511-558)
7. Clotario I (511-561)
8. Chilperico I (561-584)
9. Clotario II (584-629)
10. Dagoberto I (623-639)
11. Clodoveo II (639-657)
12. Clotario III (657-673)
13. Childerico II (662-663-675)
14. Teodorico III (675-691)
15. Clodoveo III (691-694)
16. Childeberto III (694-711)
17. Dagoberto III (711-715)
18. Chilperico II (715-721)
19. Clotario IV (717-718)
20. Teodorico IV (721-737)
21. Childerico III (743-754)
22. Pipino il Breve (751-768)
23. Carlo Magno (754-814)
24. I I (814-840)
25. Carlo II (840-877)
26. Luigi II (877-879)
27. Carlo III (898-929)
28. Luigi IV (936-954)
29. Lotario IV (954-986)
30. Luigi V (979-987)
31. Ugo Capeto (987-996)
32. Roberto II (987-1031)
33. Enrico I (1026-1060)
34. Filippo I (1059-1108)
35. Luigi VI (1100-1137)
36. Filippo (1129-1131)
37. Luigi VII (1131-1180)
38. Filippo II (1179-1223)
39. Luigi VIII (1223-1226)
40. Luigi IX (1226-1270)
41. Filippo III (1270-1285)
42. Filippo IV (1285-1314)
43. Luigi X (1314-1316)
44. Giovanni I (1316-1316)
45. Filippo V (1316-1322)
46. Carlo IV (1322-1328)
47. Filippo VI (1328-1350)
48. Giovanni II (1350-1364)
49. Carlo V (1364-1380)
50. Carlo VI (1380-1422)
51. Carlo VII (1422-1461)
52. Luigi XI (1461-1483)
53. Carlo VIII (1483-1498)
54. Luigi XII (1498-1515)
55. Francesco I (1515-1547), scolpito nel 1556 da Pierre Bontemps
56. Enrico II (1547-1558), scolpito nel 1566 da Simon Leroy
57. Francesco II (1558-1560), scolpito nel 1566 da Simon Leroy
58. Carlo IX (1560-1574)
59. Enrico III (1574-1589)

## Distruzione della Grand-Salle

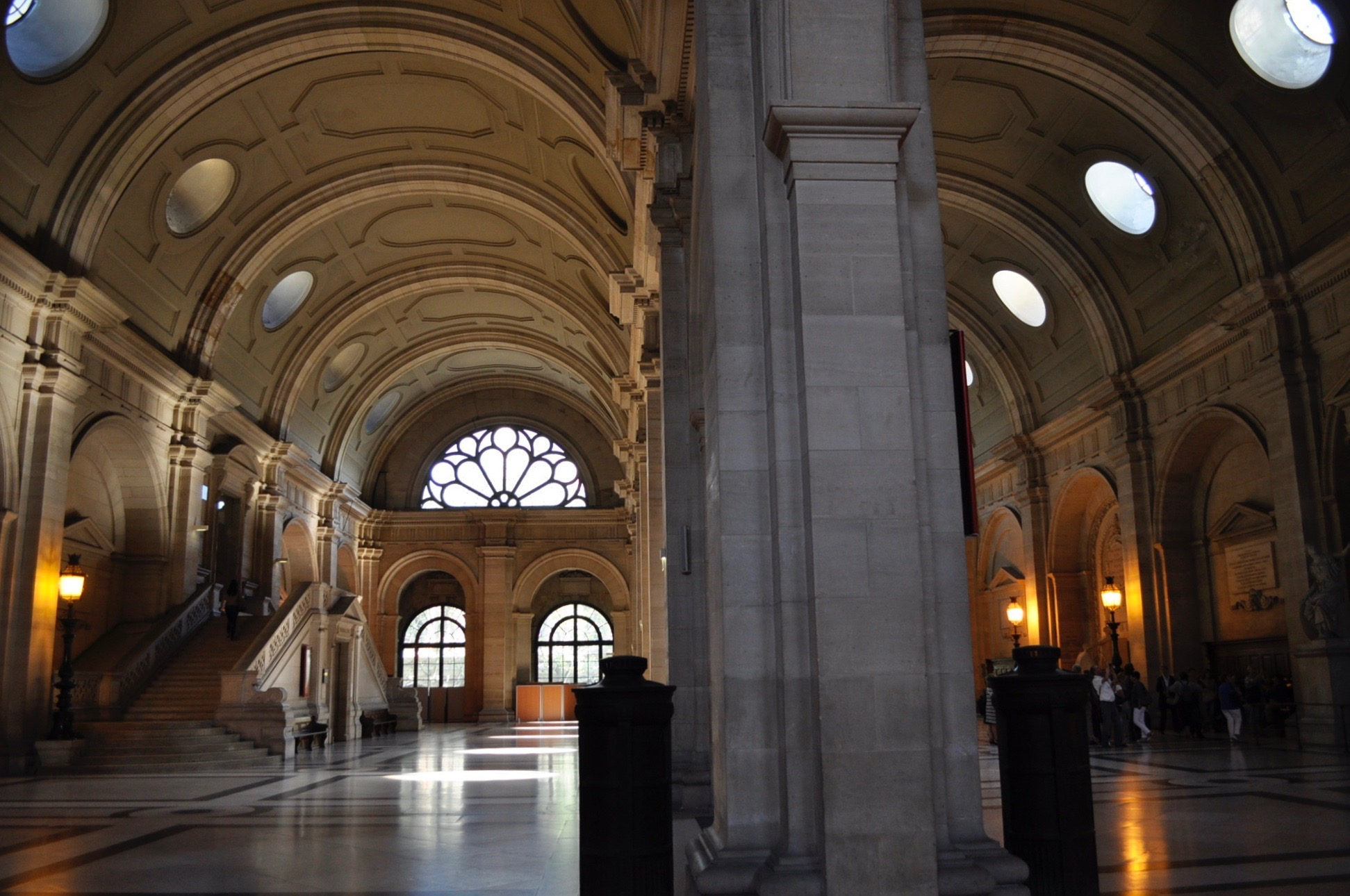
Dopo diversi incendi, la Salle des pas perdus del Palazzo di Giustizia è stata costruita sul sito della Grand-Salle (foto scattata nel 2015).

il 7 marzo 1618, Re Luigi XIII fu svegliato verso le due del mattino dal primo "valet de chambre", Beringhen, che gli chiese le chiavi delle grandi reliquie della Sainte-Chapelle che dovevano essere salvate; il re si alzò e andò in vestaglia nella galleria del Louvre a vedere l'incendio che distruggeva la Grand-Salle. Quest'ultima, perse le sue statue e la sua tavola di marmo. Venne poi ricostruita con volte in pietra da Salomon e Paul de Brosse e terminata nel 1622.